# Rick Bowie
Rick Bowie – kanadyjski narciarz, specjalista narciarstwa dowolnego. Nie startował na mistrzostwach świata ani na igrzyskach olimpijskich. Najlepsze wyniki w Pucharze Świata osiągnął w sezonie 1979/1980, kiedy to zajął trzeice miejsce w klasyfikacji generalnej, a w klasyfikacji kombinacji był drugi.
W 1983 r. zakończył karierę.

## Sukcesy

### Puchar Świata

#### Miejsca w klasyfikacji generalnej
- 1979/1980 – 3.
- 1980/1981 – 5.
- 1981/1982 – 6.
- 1982/1983 – 66.

#### Miejsca na podium
1. Poconos – 11 stycznia 1980 (Kombinacja) – 3. miejsce
2. Tignes – 15 marca 1980 (Kombinacja) – 2. miejsce
3. Whistler – 30 marca 1980 (Skoki akrobatyczne) – 3. miejsce
4. Whistler – 30 marca 1980 (Kombinacja) – 2. miejsce
5. Tignes – 24 stycznia 1981 (Skoki akrobatyczne) – 3. miejsce
6. Tignes – 24 stycznia 1981 (Kombinacja) – 2. miejsce
7. Seefeld in Tirol – 9 lutego 1981 (Kombinacja) – 3. miejsce
8. Whistler Blackcomb – 10 stycznia 1982 (Skoki akrobatyczne) – 3. miejsce
9. Whistler Blackcomb – 10 stycznia 1982 (Kombinacja) – 1. miejsce
10. Morin Heights – 31 stycznia 1982 (Kombinacja) – 3. miejsce
11. Mont-Sainte-Anne – 4 lutego 1982 (Kombinacja) – 3. miejsce
12. Mont-Sainte-Anne – 7 lutego 1982 (Kombinacja) – 3. miejsce

- W sumie 1 zwycięstwo, 3 drugie i 8 trzecich miejsc.